# Farshad Bashir
Farshad Bashir (Kabul, 14 januari 1988) is een voormalig Nederlands politicus van Afghaanse afkomst. Namens de Socialistische Partij was hij van 15 januari 2008 tot 23 maart 2017 lid van de Tweede Kamer der Staten-Generaal. Daarvoor was hij van maart 2006 tot en met januari 2008 lid van de gemeenteraad van Leeuwarden. Met de leeftijd van twintig jaar en één dag op de dag van beëdiging was hij het jongste Tweede Kamerlid ooit.

## Levensloop
Farshad Bashir groeide aanvankelijk op in Kabul. In 1997, nadat de Taliban in Afghanistan de macht had overgenomen, vluchtten zijn ouders met hem en zijn twee broers via de stad Herat en de voormalige Sovjet-republieken. Vader Bashir vertrok vervolgens met zijn zonen als asielzoekers naar Nederland, de moeder van Bashir volgde, dankzij de regelingen voor gezinshereniging, een jaar later. De gezinsleden werden als vluchtelingen erkend en kwamen te wonen in het Friese Mantgum. Na in Sneek een vwo-opleiding te hebben voltooid, ging Bashir in 2006 natuur- en wiskunde studeren aan de Rijksuniversiteit Groningen. Deze studies heeft hij beëindigd vanwege zijn zitting in de Tweede Kamer.
In 2002 werd hij lid van de SP. Hij was actief in de jongerenorganisatie ROOD en werd bij de gemeenteraadsverkiezingen in 2006 gekozen in de gemeenteraad van Leeuwarden. Voor zijn partij was hij woordvoerder voor welzijns- en onderwijsaangelegenheden. Ook was hij actief binnen het platform Keer het Tij. In 2007 maakte Bashir deel uit van de antikapitalistische en antiracistische linkse politieke beweging Doorbraak.
Bashir stond bij de Tweede Kamerverkiezingen van 2006 kandidaat voor de SP in de kieskringen Groningen, Leeuwarden en Assen. Op 15 januari 2008 werd hij beëdigd als lid van de Tweede Kamer, nadat Rosita van Gijlswijk terugtrad om penningmeester van de SP te worden. Behalve het jongste Tweede Kamerlid ooit, was Bashir tevens de eerste Nederlandse parlementariër van Afghaanse afkomst. In 2010 werd Bashir met 1.303 stemmen herkozen als Kamerlid. Bij de verkiezingen in 2012 kreeg hij 2.065 stemmen.
Bashir zegt zich betrokken te voelen bij Afghanistan. In 2007 zei hij daarover: "Ik hoop dat ik over tien jaar kan zeggen dat het land dan voldoende vooruit is gegaan. Maar teruggaan doe ik niet. Daar is voor mij geen toekomst." Hij was tegen de aanwezigheid van buitenlandse troepen in zijn geboorteland en was voorstander van onderhandelingen met de Taliban.
Toen in november 2009 het Belastingplan werd behandeld, daagde Bashir het PVV-Kamerlid Teun van Dijck uit een amendement in te dienen voor de door PVV-leider Geert Wilders bedachte 'kopvoddentaks'. Van Dijck gaf daarop aan dat hij dat niet zou doen omdat het voorstel door de PVV niet was doorberekend.
In de Tweede Kamer was Bashir woordvoerder over fiscaliteit en de Belastingdienst, Verkeer & Vervoer en Wonen.
Bashir diende samen met Jacques Monasch, Kees Verhoeven en Ineke van Gent een initiatiefwetsvoorstel in om een verplichte aanbesteding van het openbaar vervoer in en rond Amsterdam, Den Haag, Rotterdam en Utrecht te voorkomen. Dit wetsvoorstel haalde een meerderheid in zowel de Tweede als de Eerste Kamer.
Bashir was lid van de op 16 april 2013 ingestelde Parlementaire enquêtecommissie Woningcorporaties, die onderzoek doet naar de opzet en het functioneren van het stelsel van woningcorporaties.
Bashir maakte in 2016 bekend niet terug te keren in de Tweede Kamer als Kamerlid van de SP na de Tweede Kamerverkiezingen van maart 2017.
Bij zijn afscheid herinnerde Kamervoorzitter Khadija Arib dat Bashir door zijn leeftijd parlementaire geschiedenis schreef nog voor hij ook maar één debat had gevoerd. "Als woordvoerder bracht u een heel eigen vocabulaire in tijdens de debatten. U was een van de weinige Kamerleden die de soms onwrikbare minister Blok uit zijn schulp wist te lokken. U was consequent, deelde klappen uit, maar wist ook te incasseren."